# Рябенко Олександр Якович
Олександр Якович Рябенко (30 серпня 1910, місто Одеса — 2 листопада 2008, місто Москва, Російська Федерація) — радянський державний діяч, заступник голови Держплану СРСР, міністр СРСР.

## Біографія
Народився в родині робітника-бондаря. У 1927—1928 роках працював слюсарем у місті Дніпропетровську.
У 1928—1932 роках — студент Дніпропетровського гірничого інституту, потім — Дніпропетровського хіміко-технологічного інституту, здобув спеціальність інженера хіміка-технолога.
У 1932—1933 роках — інженер із монтажу та керівник монтажної ділянки аміачного цеху; в 1933—1934 роках — начальник зміни цеху № 1; у 1934—1938 роках — заступник начальника, начальник цеху № 1; у квітні 1938—1941 роках — головний інженер Горлівського азотнотукового заводу Сталінської області. Разом із заводом у серпні — вересні 1941 року евакуйований до міста Кемерово.
У 1941—1945 роках — головний інженер — заступник директора Кемеровського азотнотукового заводу.
Член ВКП(б) з 1944 року.
У 1945—1949 роках — начальник Головного управління азотної промисловості Народного комісаріату (з березня 1946 року — Міністерства) хімічної промисловості СРСР.
У 1949—1951 роках — заступник міністра хімічної промисловості СРСР.
У 1951—1953 роках — заступник міністра нафтової промисловості СРСР.
У березні 1953 — 1954 року — начальника Головного управління штучного рідкого палива Міністерства нафтової промисловості СРСР. У 1954 — травні 1955 року — начальника Головного управління із переробки нафти і виробництва штучного рідкого палива Міністерства нафтової промисловості СРСР.
У травні 1955 — травні 1957 року — заступник голови Державного комітету Ради міністрів СРСР з нової техніки.
У травні 1957 — 1960 року — начальник зведеного відділу хімічної промисловості Держплану СРСР.
У 1960—1962 роках — начальник відділу економіки та розвитку хімічної промисловості Державної науково-економічної ради Ради міністрів СРСР.
У листопаді 1962 — березні 1963 року — начальник відділу хімізації народного господарства Держплану СРСР.
У березні 1963 — квітні 1964 року — начальник відділу народногосподарського плану по хімічній, нафтовій та газовій промисловості Держплану СРСР.
У квітні 1964 — червні 1977 року — заступник голови Держплану СРСР.
Одночасно в квітні 1964 — жовтні 1965 року — міністр СРСР.
З червня 1977 року — персональний пенсіонер союзного значення в Москві.
Помер 2 листопада 2008 року в Москві. Похований на Троєкуровському цвинтарі Москви.

## Нагороди
- два ордени Леніна
- три ордени Трудового Червоного Прапора
- медаль «За доблесну працю у Великій Вітчизняній війні 1941—1945 рр.» (1945)
- медаль «За доблесну працю. В ознаменування 100-річчя з дня народження Володимира Ілліча Леніна» (1970)
- Сталінська премія (1943) — за розробку і освоєння більш продуктивного методу концентрування сірчаної кислоти.
- Ленінська премія (1960) — за розробку хімічних технологій виробництва рідких водню та дейтерію високої чистоти.